# Det knullande paret
Det knullande paret är en svensk kortfilm från 2013 i regi av Peter Modestij. I rollerna ses bland andra Simon J. Berger, Björn Andersson och Tova Magnusson.

## Handling
På auktion köper Simon köper ett konstverk föreställande ett par som har samlag. Filmen berättar en surrealistisk historia om ett levande konstverk som tycks ta kål på den som äger det.

## Medverkande
- Simon J. Berger – Simon
- Björn Andersson – auktionsförrättaren
- Tova Magnusson – Tova
- Michelle Meadows – Michelle
- Kalle Westerdahl – Kalle
- Alicia Heimersson – kvinnan
- Jonas Lübeck – mannen

## Om filmen
Det knullande paret producerades av Marcus Henricsson för produktionsbolaget Marcus Henricsson. Filmen fick produktionsstöd av Stiftelsen Svenska Filminstitutet med Andra Lasmanis som filmkonsulent. Den spelades in efter ett manus av Modestij och Per Andersson.
Filmen premiärvisades den 26 januari 2013 på Göteborgs filmfestival där den var nominerad till pris i kortfilmskategorin. Den 22 september 2013 visades den i Sveriges Televisions SVT1. Den visades också på Stockholms filmfestival 2013.